# Giorgio Corbellini
Giorgio Corbellini (Travo, Emilia-Romaña, 20 de abril de 1947-Parma, 13 de noviembre de 2019) fue un obispo católico italiano. Trabajó al servicio de la Santa Sede como presidente de la oficina central de trabajo de la Sede Apostólica, desde donde gestionó las relaciones con los trabajadores laicos de la curia romana.

## Biografía
Entró en el seminario de Piacenza con apenas once años, Allí completó su educación secundaria y superior. Estudió filosofía y teología en el Colegio Alberoni de Piacenza (1966-1972)
El 10 de julio de 1971 se ordenó sacerdote. Tras su ordenación, se incorporó al presbiterio la diócesis de Piacenza-Bobbio hasta el 1981 cuando se trasladó a Roma para completar sus estudios de derecho en la Pontificia Universidad Lateranense, donde se graduó con honores, in utroque iure.
Desde el 1 de octubre de 1985 trabajó al servicio de Santa Sede, inicialmente como empleado al Consejo Pontificio para los Textos Legislativos, a continuación, desde el 1 de septiembre de 1992, como jefe de la Oficina del Gobernador Legal para el Estado de la Ciudad del Vaticano. Posteriormente fue nombrado vicesecretario general del Gobernador del Estado Vaticano (10 de abril de 1993-3 de septiembre de 2011).
El 3 de julio de 2009 el papa Benedicto XVI le nombró obispo titular de la diócesis de Abula y presidente de la Oficina del Trabajo de la Sede Apostólica; sucediendo al cardenal Francesco Marchisano. El 11 de mayo de 2010 fue nombrado presidente de la Comisión disciplinaria de la Curia Romana; sucediendo al cardenal Julián Herranz Casado.
El 30 de enero de 2014 el papa Francisco le nombró presidente ad interim de la Autoridad de la Información Financiera (A.I.F).
El 12 de enero de 2016 fue nombrado miembro de la Congregación para las Causas de los Santos ad quinquennium.
Giorgio Corbellin falleció en Parma el 13 de noviembre de 2019, a los setenta y dos años, tras varios días de ingreso hospitalario. Su funeral se celebró el 16 de noviembre en la Catedral de Piacenza.